# کرویتی
کرویتی (انگلیسی: Cravity; کره‌ای: 크래비티; لاتین‌نویسی اصلاح‌شده: Keuraebiti) گروه پسرانه اهل کره جنوبی تشکیل شده توسط استارشیپ انترتینمنت است. این گروه متشکل از نه عضو است: سه‌ریم، آلن، جونگ‌مو، ووبین، وون‌جین، مین‌هی، هیون‌جون، ته‌یونگ و سونگ‌مین است. گروه در ۱۴ آوریل ۲۰۲۰ با آلبوم چندآهنگه Season 1. Hideout: Remember Who We Are فعالیتش را آغاز کرد.
کرویتی در سال ۲۰۲۰ به نام «مانستر روکیز» لقب گرفت، که «به عنوان یک آرتیست جهانی پدیدار شد و توجه طرفداران در سطح جهانی را به خود جلب کرد». کرویتی اولین آرتیست تازه‌کار سال ۲۰۲۰ است که وارد جدول ۱۰۰ آهنگ داغ کی-پاپ بیلبورد شده است و چندین جایزه از جمله «آرتیست تازه‌کار سال» در دوازدهمین جوایز موسیقی ملون، «بست آو نکست» در جوایز موسیقی آسیایی ام‌نت ۲۰۲۰ و «جایزه تازه‌کار» در چهارمین جوایز بهترین کی میوزیک سوریبادا برنده شد.

## اعضا
برگرفته از ناور و وبگاه رسمی استارشیپ انترتینمنت.
- سه‌ریم (کره‌ای: 세림) – لیدر، رپر[۷]
- آلن (کره‌ای: 앨런) – رپر، دنسر[۸]
- جونگ‌مو (کره‌ای: 정모) – وکالیست[۹]
- ووبین (کره‌ای: 우빈) – وکالیست[۱۰]
- وون‌جین (کره‌ای: 원진) – وکالیست، دنسر[۱۱]
- مین‌هی (کره‌ای: 민희) – وکالیس[۱۲]
- هیونگ‌جون (کره‌ای: 형준) – وکالیست، دنسر[۱۳]
- ته‌یونگ (کره‌ای: 태영) – وکالیست، دنسر[۱۴]
- سونگ‌مین (کره‌ای: 성민) – وکالیست[۱۵]